# Ritter (Automobilhersteller)
Ritter war ein US-amerikanischer Hersteller von Automobilen.

## Unternehmensgeschichte
Edward E. Ritter lebte von 1863 bis 1924. In den 1890er Jahren betrieb er einen Fahrradhandel in Milton in Pennsylvania. 1896 begann die Produktion von Automobilen. Der Markenname lautete Ritter. Ein Schmied aus derselben Stadt war beim Anfertigen der Fahrzeugrahmen behilflich. 1901 endete die Fahrzeugproduktion. Insgesamt entstanden nur wenige Fahrzeuge. Ritter betrieb später ein Autohaus für Jackson.
Es gab keine Verbindung zur Ritter Automobile Company, die den gleichen Markennamen verwendete.

## Fahrzeuge
Ein Fahrzeug war ein Dampfwagen. Für einen anderen Wagen ist ein Friktionsmotor eigener Herstellung überliefert.